# VCA Citycenter Amstetten
Le VCA Citycenter Amstetten est un club de volley-ball autrichien basé à Amstetten, et évoluant au plus haut niveau national (aon Volley League).

## Palmarès
Néant.

## Entraîneurs
- 2012-2013 :  Michael Merten
- 2013-2016 :  Martin Kop
- 2018-2019 :  Erkan Toğan